# مورغان أورتاغوس
مورغان أورتاغوس (بالإنجليزية: Morgan Ortagus)؛ (مواليد 10 يوليو 1982)؛ سياسية أميركية، تنتمي للحزب الجمهوري الأمريكي، عُيّنت في أبريل 2019، متحدثة باسم وزارة الخارجية الأمريكية خلفًا لهيذر نويرت، وذلك إبّان رئاسة دونالد ترامب وتولّي مايك بومبيو للوزارة. في 3 يناير 2025، أعلن الرئيس الأمريكي دونالد ترامب أنه سيعينها نائبًا للمبعوث الرئاسي الخاص لسلام الشرق الأوسط، تحت إشراف المبعوث الأمريكي الخاص إلى الشرق الأوسط ستيف ويتكوف، خلال إدارته الثانية.
كانت قد شغلت سابقًا مناصب حكومية كنائبة للملحق ومحللة استخباراتية في وزارة الخزانة الأمريكية، وكذلك كضابطة علاقات عامة في الوكالة الأمريكية للتنمية الدولية (USAID). عملت أورتاغوس أيضًا كمساهِمة في الأمن القومي في قناة فوكس نيوز قبل تعيينها المتحدثة باسم وزارة الخارجية الأمريكية. هي أيضًا ضابطة في الاحتياطي البحري الأمريكي.
خلال فترة عملها في وزارة الخارجية، كانت نقدية تجاه إيران والصين، خاصة فيما يتعلق بمحاولات الحزب الشيوعي الصيني لتحميل الولايات المتحدة مسؤولية جائحة كوفيد-19. لعبت دورًا رئيسيًا في اتفاقيات أبراهيم.
أورتاغوس هي مؤسسة POLARIS National Security، ورئيسة مشاركة لشبكة الديمقراطيات النسائية في المعهد الجمهوري الدولي، وعضو في مجلس مستشاري مركز الصين في معهد هادسون. كانت أورتاغوس مرشحة لمنطقة الكونغرس الخامسة في ولاية تينيسي في انتخابات 2022، لكن تم استبعادها من قبل الحزب الجمهوري في تينيسي على الرغم من دعم الرئيس دونالد ترامب لها.

## نائبة المبعوث الرئاسي للشرق الأوسط
في إطار عملها كنائبة المبعوث الرئاسي لسلام الشرق الأوسط، قامت أورتاغوس بزيارة لبنان، وعقدت سلسلة من الاجتماعات مع كبار المسؤولين اللبنانيين، مما في ذلك الرئيس جوزاف عون، رئيس الحكومة نواف سلام، رئيس مجلس النواب نبيه بري، رئيس حزب القوات اللبنانية سمير جعجع، قائد الجيش العماد رودولف هيكل ووزير الخارجية والمغتربين يوسف رجي. وناقشت خلال هذه اللقاءات أهم المواضيع التي يتعلق باستقرار الوضع في لبنان، من أبرزها الإصلاحات الاقتصادية ونزع سلاح حزب الله.
وبعد عدة أيام من زيارتها، قال مسؤول من حزب الله لوكالة رويترز إن الجماعة ستناقش نزع سلاحها مع الرئيس عون. كما قال المسؤول إنه يجب على إسرائيل مغادرة الأراضي اللبنانية ووقف هجماتها عليها.

## الحياة الشخصية
تزوجت أورتاغوس من المحامي جوناثان وينبرغر، في عام 2013، ولديهما ابنة تُدعى أدينا، وُلدت في عام 2020. القاضية روث بادر غينسبورغ، جارة أورتاغوس، ترأست حفل زفافهما. هذا هو زواجها الثاني، حيث انتهى زواجها الأول بالطلاق.
قامت أورتاغوس باعتناق الديانة اليهودية بعد استكشافها لها أثناء إقامتها في بغداد.